# جيف هارت (لاعب غولف)
جيف هارت (بالإنجليزية: Jeff Hart)‏ هو لاعب غولف أمريكي، ولد في 5 مايو 1960 في بومونا في الولايات المتحدة.

## وصلات خارجية
- جيف هارت على موقع رابطة لاعبي الغولف المحترفين (الإنجليزية)